# Troglotayosicus ballvei
Troglotayosicus ballvei — вид скорпіонів родини Troglotayosicidae. Описаний у 2021 році.

## Назва
Цей вид названий на честь мексиканського арахнолога Оскара Федеріко Франке Балве, колишнього співробітника Національного автономного університету Мексики, з нагоди його виходу на пенсію та на знак визнання його внеску в знання трогломорфних і троглобіонтних павукоподібних.

## Поширення
Ендемік Еквадору. Поширений в кантоні Арчидона провінції Напо.

## Опис
Голотип самиці має розміри 23,45 мм, а паратип самця 21,57 мм.